# Esgrima en los Juegos Olímpicos de París 1900 - Sable individual profesional masculino
La competencia profesional de sable individual masculino fue una de las pruebas del programa de esgrima de los Juegos Olímpicos de París 1900. Participaron 27 esgrimistas provenientes de 7 naciones.

## Resultados

### Primera ronda
Se llevó a cabo en cuatro grupos, donde los cuatro mejores de cada uno de ellos pasaba a la siguiente instancia. Se desconocen la distribución de los esgrimistas dentro de cada grupo, así como los enfrentamientos entre sí.
| Esgrimista                          |
| ----------------------------------- |
| Xavier Anchetti (FRA)               |
| François-Auguste Brun-Buisson (FRA) |
| Camier (FRA)                        |
| Georges Clappier (FRA)              |
| Antonio Conte (ITA)                 |
| François Delibes (FRA)              |
| Hébrant (BEL)                       |
| Horváth (AUT)                       |
| Yulian Michaux (RUS)                |
| Midelair (FRA)                      |
| Milan Neralić (AUT)                 |
| Georges Pinault (FRA)               |
| Italo Santelli (ITA)                |
| Otello Santelli (ITA)               |
| Pyotr Zakovorot (RUS)               |
| Alexandre Chantelat (FRA)           |
| Antoine, Duke Alessandri (ITA)      |
| Aufort (FRA)                        |
| Charles Bersin (FRA)                |
| Henri Coquelin (FRA)                |
| Dambremat (FRA)                     |
| Dargein (FRA)                       |
| de la Maide (FRA)                   |
| Márton Endrédi (HUN)                |
| Flahaut (FRA)                       |
| Marie-Joseph Gabriel (FRA)          |
| Otto Schoenfeld (USA)               |

### Semifinales
Las semifinales se disputaron en dos grupos de ocho esgrimistas. Se desconocen los enfrentamientos entre cada uno de ellos, pero se sabe la posición final en cada grupo, y la cantidad de victorias y derrotas. Los cuatro mejores de cada grupo avanzaron a la final..
| Grupo A  | Grupo A                             | Grupo A   | Grupo A  |
| Posición | Esgrimista                          | Victorias | Derrotas |
| -------- | ----------------------------------- | --------- | -------- |
| 1        | Antonio Conte (ITA)                 | 6         | 1        |
| 2        | Hébrant (BEL)                       | 5         | 2        |
| 3        | François Delibes (FRA)              | 5         | 2        |
| 4        | Milan Neralić (AUT)                 | 5         | 2        |
| 5        | Horváth (AUT)                       | 3         | 4        |
| 6        | François-Auguste Brun-Buisson (FRA) | 1         | 6        |
| 7        | Georges Clappier (FRA)              | 0         | 7        |
| 8        | Otello Santelli (ITA)               | 3         | 4        |
|          |                                     |           |          |
| Grupo B  |                                     |           |          |
| Posición | Esgrimista                          | Victorias | Derrotas |
| 1        | Italo Santelli (ITA)                | 6         | 1        |
| 2        | Yulian Michaux (RUS)                | 6         | 1        |
| 3        | Pyotr Zakovorot (RUS)               | 5         | 2        |
| 4        | Xavier Anchetti (FRA)               | 4         | 3        |
| 5        | Alexandre Chantelat (FRA)           | 3         | 4        |
| 6        | Georges Pinault (FRA)               | 2         | 5        |
| 7        | Camier (FRA)                        | 2         | 5        |
| 8        | Midelair (FRA)                      | 0         | 7        |

### Final
La final se disputó el 27 de junio de 1900. Los cuatro mejores esgrimistas de cada grupo de la semifinal compitieron entre sí para resolver el torneo.
| Posición | Esgrimista             | Victorias | Derrotas |
| -------- | ---------------------- | --------- | -------- |
| 1        | Antonio Conte (ITA)    | 7         | 0        |
| 2        | Italo Santelli (ITA)   | 6         | 1        |
| 3        | Milan Neralić (AUT)    | 5         | 2        |
| 4        | François Delibes (FRA) | 3         | 4        |
| 5        | Yulian Michaux (RUS)   | 3         | 4        |
| 6        | Xavier Anchetti (FRA)  | 2         | 5        |
| 7        | Pyotr Zakovorot (RUS)  | 2         | 5        |
| 8        | Hébrant (BEL)          | 1         | 6        |